# Właściwości terytorialne sądów powszechnych w Polsce

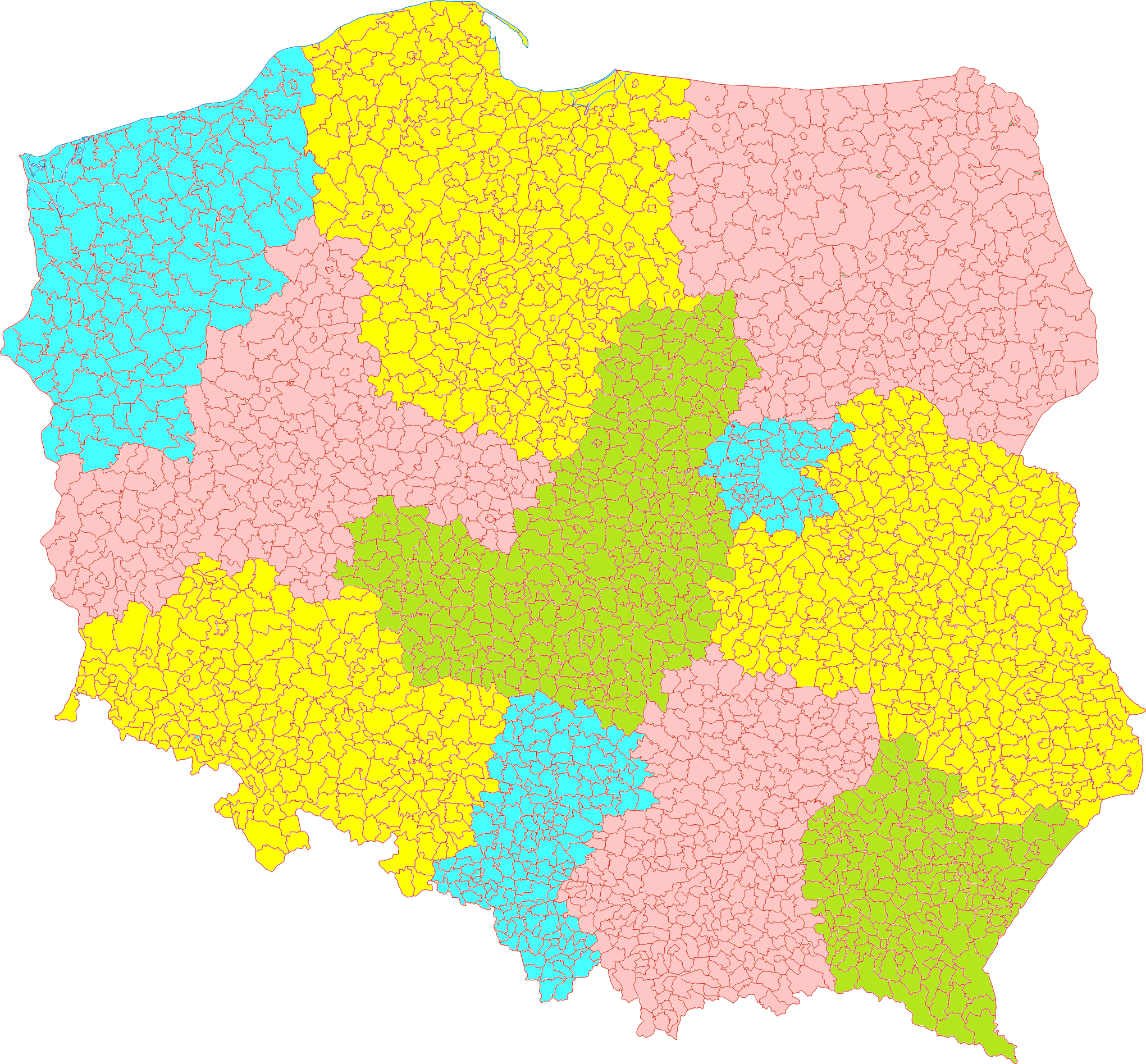
Obszary apelacji

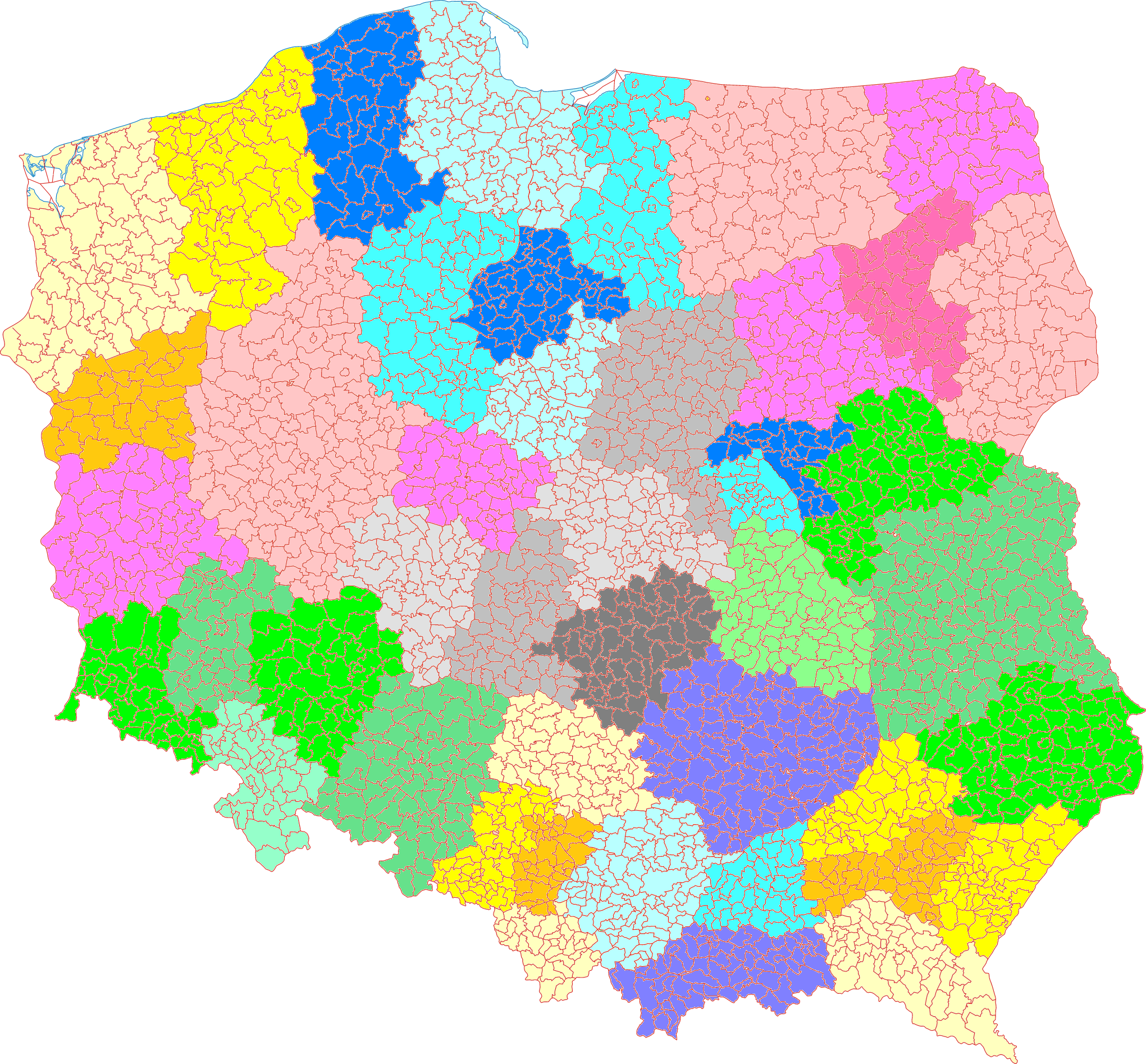
Okręgi sądowe

Strukturę sądów powszechnych w Polsce podano według stanu z 22 maja 2023 r.
Według stanu z 13 czerwca 2025 r. w Polsce funkcjonuje:
- 11 sądów apelacyjnych[1]
- 47 sądów okręgowych[1]
- 319 sądów rejonowych.

W nawiasach podano podstawowy obszar właściwości terytorialnej danych sądów rejonowych.

## Apelacja białostocka

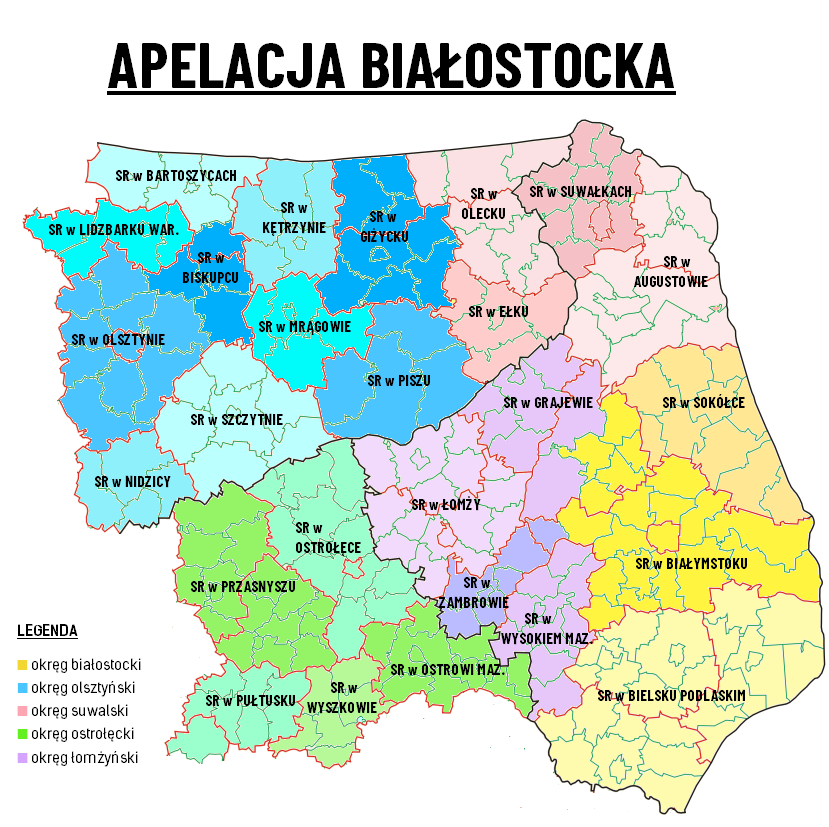
Obszar apelacji białostockiej

Sądowi Apelacyjnemu w Białymstoku podlega 5 sądów okręgowych, które swą właściwością obejmują łącznie obszar całego województwa podlaskiego, znaczną część warmińsko-mazurskiego oraz północno-wschodnią część mazowieckiego:
- Sąd Okręgowy w Białymstoku
- Sąd Okręgowy w Łomży
- Sąd Okręgowy w Olsztynie
- Sąd Okręgowy w Ostrołęce
- Sąd Okręgowy w Suwałkach.

### Okręg białostocki
Sądowi Okręgowemu w Białymstoku podlegają 3 sądy rejonowe:
- Sąd Rejonowy w Białymstoku (miasto Białystok, wszystkie gminy powiatu białostockiego oprócz gminy Zawady oraz wszystkie gminy powiatu monieckiego oprócz gmin Goniądz i Trzcianne[4])

- Sąd Rejonowy w Bielsku Podlaskim (wszystkie gminy powiatów: bielskiego, hajnowskiego i siemiatyckiego[5])

- Sąd Rejonowy w Sokółce (wszystkie gminy powiatu sokólskiego[6]).

### Okręg łomżyński
Sądowi Okręgowemu w Łomży podlegają 4 sądy rejonowe:
- Sąd Rejonowy w Grajewie (wszystkie gminy powiatu grajewskiego oraz gminy Goniądz i Trzcianne z powiatu monieckiego[8])

- Sąd Rejonowy w Łomży (miasto Łomża oraz wszystkie gminy powiatów kolneńskiego i łomżyńskiego[9])

- Sąd Rejonowy w Wysokiem Mazowieckiem (wszystkie gminy powiatu wysokomazowieckiego[10]).

- Sąd Rejonowy w Zambrowie (wszystkie gminy powiatu zambrowskiego oraz gmina Zawady z powiatu białostockiego[11]).

### Okręg olsztyński
Sądowi Okręgowemu w Olsztynie podlega 10 sądów rejonowych:
- Sąd Rejonowy w Bartoszycach (wszystkie gminy powiatu bartoszyckiego oprócz gminy Bisztynek[13])

- Sąd Rejonowy w Biskupcu (gminy Biskupiec, Jeziorany i Kolno z powiatu olsztyńskiego oraz gmina Bisztynek z powiatu bartoszyckiego[14])

- Sąd Rejonowy w Giżycku (wszystkie gminy powiatów giżyckiego i węgorzewskiego[15])
- Sąd Rejonowy w Kętrzynie (wszystkie gminy powiatu kętrzyńskiego[16])
- Sąd Rejonowy w Lidzbarku Warmińskim (wszystkie gminy powiatu lidzbarskiego[17])
- Sąd Rejonowy w Mrągowie (wszystkie gminy powiatu mrągowskiego[18])
- Sąd Rejonowy w Nidzicy (wszystkie gminy powiatu nidzickiego[19])

- Sąd Rejonowy w Olsztynie (miasto Olsztyn oraz wszystkie gminy powiatu olsztyńskiego oprócz gmin Biskupiec, Jeziorany i Kolno[20])

- Sąd Rejonowy w Piszu (wszystkie gminy powiatu piskiego[21])
- Sąd Rejonowy w Szczytnie (wszystkie gminy powiatu szczycieńskiego[22]).

### Okręg ostrołęcki
Sądowi Okręgowemu w Ostrołęce podlega 5 sądów rejonowych:
- Sąd Rejonowy w Ostrołęce (miasto Ostrołęka i wszystkie gminy powiatu ostrołęckiego[24])
- Sąd Rejonowy w Ostrowi Mazowieckiej (wszystkie gminy powiatu ostrowskiego[25])
- Sąd Rejonowy w Przasnyszu (wszystkie gminy powiatów makowskiego i przasnyskiego[26])

- Sąd Rejonowy w Pułtusku (wszystkie gminy powiatu pułtuskiego oraz gmina Nasielsk z powiatu nowodworskiego[27])
- Sąd Rejonowy w Wyszkowie (wszystkie gminy powiatu wyszkowskiego[28]).

### Okręg suwalski
Sądowi Okręgowemu w Suwałkach podlegają 4 sądy rejonowe:
- Sąd Rejonowy w Augustowie (wszystkie gminy powiatów augustowskiego i sejneńskiego[30]).

- Sąd Rejonowy w Ełku (wszystkie gminy powiatu ełckiego[31])

- Sąd Rejonowy w Olecku (wszystkie gminy powiatów gołdapskiego i oleckiego[32])

- Sąd Rejonowy w Suwałkach (miasto Suwałki i wszystkie gminy powiatu suwalskiego[33]).

## Apelacja gdańska
Sądowi Apelacyjnemu w Gdańsku podlega 6 sądów okręgowych, które swą właściwością obejmują łącznie obszar całych województw pomorskiego i kujawsko-pomorskiego oraz zachodnią część warmińsko-mazurskiego:
- Sąd Okręgowy w Bydgoszczy
- Sąd Okręgowy w Elblągu
- Sąd Okręgowy w Gdańsku
- Sąd Okręgowy w Słupsku
- Sąd Okręgowy w Toruniu
- Sąd Okręgowy we Włocławku.

### Okręg bydgoski
Sądowi Okręgowemu w Bydgoszczy podlega 8 sądów rejonowych:
- Sąd Rejonowy w Bydgoszczy (miasto Bydgoszcz oraz wszystkie gminy powiatu bydgoskiego z wyjątkiem gminy Sicienko[36])

- Sąd Rejonowy w Inowrocławiu (wszystkie gminy powiatu inowrocławskiego[37])

- Sąd Rejonowy w Mogilnie (wszystkie gminy powiatu mogileńskiego[38])

- Sąd Rejonowy w Nakle nad Notecią (gminy Mrocza, Nakło nad Notecią i Sadki z powiatu nakielskiego oraz gmina Sicienko z powiatu bydgoskiego[39])

- Sąd Rejonowy w Szubinie (gminy Kcynia i Szubin z powiatu nakielskiego oraz gminy Barcin i Łabiszyn z powiatu żnińskiego[40])

- Sąd Rejonowy w Świeciu (wszystkie gminy powiatu świeckiego[41])

- Sąd Rejonowy w Tucholi (wszystkie gminy powiatów sępoleńskiego i tucholskiego[42])

- Sąd Rejonowy w Żninie (wszystkie gminy powiatu żnińskiego oprócz gmin Barcin i Łabiszyn[43]).

### Okręg elbląski
Sądowi Okręgowemu w Elblągu podlega 6 sądów rejonowych:
- Sąd Rejonowy w Braniewie (wszystkie gminy powiatu braniewskiego oraz gminy Godkowo i Młynary z powiatu elbląskiego[45])

- Sąd Rejonowy w Działdowie (wszystkie gminy powiatu działdowskiego[46])

- Sąd Rejonowy w Elblągu (miasto Elbląg oraz wszystkie gminy powiatu elbląskiego z wyjątkiem gmin Godkowo i Młynary[47])

- Sąd Rejonowy w Iławie (wszystkie gminy powiatu iławskiego[48])

- Sąd Rejonowy w Nowym Mieście Lubawskim (wszystkie gminy powiatu nowomiejskiego[49])

- Sąd Rejonowy w Ostródzie (wszystkie gminy powiatu ostródzkiego[50]).

### Okręg gdański
Sądowi Okręgowemu w Gdańsku podlega 11 sądów rejonowych:
- Sąd Rejonowy Gdańsk-Północ w Gdańsku (części Gdańska ustalone dla jednostek pomocniczych: Brętowo, Brzeźno, Kokoszki, Letnica, Matarnia, Młyniska, Nowy Port, Oliwa, Osowa, Piecki-Migowo, Przymorze Małe, Przymorze Wielkie, VII Dwór, Strzyża, Wrzeszcz Dolny, Wrzeszcz Górny, Zaspa-Młyniec, Zaspa-Rozstaje i Żabianka-Wejhera-Jelitkowo-Tysiąclecia[52])

- Sąd Rejonowy Gdańsk-Południe w Gdańsku (część Gdańska nienależąca do właściwości SR Gdańsk-Północ oraz wszystkie gminy powiatu gdańskiego[53])

- Sąd Rejonowy w Gdyni (miasto Gdynia[54])

- Sąd Rejonowy w Kartuzach (wszystkie gminy powiatu kartuskiego[55])

- Sąd Rejonowy w Kościerzynie (wszystkie gminy powiatu kościerskiego[56])

- Sąd Rejonowy w Kwidzynie (wszystkie gminy powiatów kwidzyńskiego i sztumskiego[57])

- Sąd Rejonowy w Malborku (wszystkie gminy powiatów malborskiego i nowodworskiego[58])

- Sąd Rejonowy w Sopocie (miasto Sopot[59])

- Sąd Rejonowy w Starogardzie Gdańskim (wszystkie gminy powiatu starogardzkiego[60])

- Sąd Rejonowy w Tczewie (wszystkie gminy powiatu tczewskiego[61])

- Sąd Rejonowy w Wejherowie (wszystkie gminy powiatów puckiego i wejherowskiego[62]).

### Okręg słupski
Sądowi Okręgowemu w Słupsku podlega 6 sądów rejonowych:
- Sąd Rejonowy w Bytowie (wszystkie gminy powiatu bytowskiego z wyjątkiem gmin Czarna Dąbrówka, Miastko i Trzebielino[64])

- Sąd Rejonowy w Chojnicach (wszystkie gminy powiatu chojnickiego z wyjątkiem gminy Konarzyny[64])

- Sąd Rejonowy w Człuchowie (wszystkie gminy powiatu człuchowskiego z wyjątkiem gminy Koczała oraz gmina Konarzyny z powiatu chojnickiego[64])

- Sąd Rejonowy w Lęborku (wszystkie gminy powiatu lęborskiego oraz gmina Czarna Dąbrówka z powiatu bytowskiego i gmina Potęgowo z powiatu słupskiego[64])

- Sąd Rejonowy w Miastku (gminy Miastko i Trzebielino z powiatu bytowskiego, gmina Kępice z powiatu słupskiego i gmina Koczała z powiatu człuchowskiego[64])

- Sąd Rejonowy w Słupsku (miasto Słupsk oraz wszystkie gminy powiatu słupskiego oprócz gmin Kępice i Potęgowo[64]).

### Okręg toruński
Sądowi Okręgowemu w Toruniu podlega 6 sądów rejonowych:
- Sąd Rejonowy w Brodnicy (wszystkie gminy powiatu brodnickiego[66])

- Sąd Rejonowy w Chełmnie (wszystkie gminy powiatu chełmińskiego[67])

- Sąd Rejonowy w Golubiu-Dobrzyniu (wszystkie gminy powiatu golubsko-dobrzyńskiego[68])

- Sąd Rejonowy w Grudziądzu (miasto Grudziądz oraz wszystkie gminy powiatu grudziądzkiego z wyjątkiem gminy Radzyń Chełmiński[69])

- Sąd Rejonowy w Toruniu (miasto Toruń oraz wszystkie gminy powiatu toruńskiego oprócz gminy Czernikowo[70])

- Sąd Rejonowy w Wąbrzeźnie (wszystkie gminy powiatu wąbrzeskiego oraz gmina Radzyń Chełmiński z powiatu grudziądzkiego[71]).

### Okręg włocławski
Sądowi Okręgowemu we Włocławku podlega 5 sądów rejonowych:
- Sąd Rejonowy w Aleksandrowie Kujawskim (wszystkie gminy powiatu aleksandrowskiego[73])

- Sąd Rejonowy w Lipnie (wszystkie gminy powiatu lipnowskiego oraz gmina Czernikowo z powiatu toruńskiego[74])

- Sąd Rejonowy w Radziejowie (wszystkie gminy powiatu radziejowskiego oraz gmina Izbica Kujawska z powiatu włocławskiego[75])

- Sąd Rejonowy w Rypinie (wszystkie gminy powiatu rypińskiego[76])

- Sąd Rejonowy we Włocławku (miasto Włocławek wszystkie gminy powiatu włocławskiego oprócz gminy Izbica Kujawska[77]).

## Apelacja katowicka
Sądowi Apelacyjnemu w Katowicach podlega 6 sądów okręgowych, które swą właściwością obejmują łącznie obszar całego województwa śląskiego:
- Sąd Okręgowy w Bielsku-Białej
- Sąd Okręgowy w Częstochowie
- Sąd Okręgowy w Gliwicach
- Sąd Okręgowy w Katowicach
- Sąd Okręgowy w Sosnowcu
- Sąd Okręgowy w Rybniku.

### Okręg bielski
Sądowi Okręgowemu w Bielsku-Białej podlegają 3 sądy rejonowe:
- Sąd Rejonowy w Bielsku-Białej (miasto Bielsko-Biała oraz wszystkie gminy powiatu bielskiego oprócz gmin: Bestwina, Czechowice-Dziedzice i Porąbka[80])

- Sąd Rejonowy w Cieszynie (wszystkie gminy powiatu cieszyńskiego[80])

- Sąd Rejonowy w Żywcu (wszystkie gminy powiatu żywieckiego oraz gmina Porąbka z powiatu bielskiego[80]).

### Okręg częstochowski
Sądowi Okręgowemu w Częstochowie podlegają 3 sądy rejonowe:
- Sąd Rejonowy w Częstochowie (miasto Częstochowa, wszystkie gminy powiatu częstochowskiego oprócz gmin Dąbrowa Zielona, Koniecpol, Lelów i Przyrów oraz wszystkie gminy powiatu kłobuckiego[82])

- Sąd Rejonowy w Lublińcu (wszystkie gminy powiatu lublinieckiego[82])

- Sąd Rejonowy w Myszkowie (wszystkie gminy powiatu myszkowskiego, gminy Dąbrowa Zielona, Koniecpol, Lelów i Przyrów z powiatu częstochowskiego oraz gminy Irządze, Kroczyce, Szczekociny i Włodowice z powiatu zawierciańskiego[82])

### Okręg gliwicki
Sądowi Okręgowemu w Gliwicach podlegają 4 sądy rejonowe:
- Sąd Rejonowy w Gliwicach (miasto Gliwice oraz wszystkie gminy powiatu gliwickiego[84])

- Sąd Rejonowy w Rudzie Śląskiej (miasto Ruda Śląska[84])

- Sąd Rejonowy w Tarnowskich Górach (miasto Piekary Śląskie i wszystkie gminy powiatu tarnogórskiego[84])

- Sąd Rejonowy w Zabrzu (miasto Zabrze[84])

### Okręg katowicki
Sądowi Okręgowemu w Katowicach podlega 9 sądów rejonowych:
- Sąd Rejonowy w Bytomiu (miasto Bytom[86])

- Sąd Rejonowy w Chorzowie (miasta Chorzów i Świętochłowice[87])

- Sąd Rejonowy Katowice-Wschód w Katowicach (część Katowic obejmująca obszar w granicach przebiegających od zbiegu ul. Kościuszki i granic administracyjnych miasta Mikołów, a następnie wzdłuż granic administracyjnych miast: Mikołów, Tychy, Lędziny, Mysłowice, Sosnowiec, Czeladź i Siemianowice Śląskie do zbiegu z aleją Korfantego, dalej aleją Korfantego do Rynku miasta Katowice, wzdłuż ulicy Jana włącznie, i następnie ulicą Kościuszki włącznie do granic administracyjnych miasta Mikołów[88])

- Sąd Rejonowy Katowice-Zachód w Katowicach (część Katowic nienależąca do właściwości SR Katowice-Wschód[89])

- Sąd Rejonowy w Mikołowie (wszystkie gminy powiatu mikołowskiego[90])

- Sąd Rejonowy w Mysłowicach (miasto Mysłowice oraz miasto Imielin i gmina Chełm Śląski z powiatu bieruńsko-lędzińskiego[91])

- Sąd Rejonowy w Pszczynie (wszystkie gminy powiatu pszczyńskiego oprócz gmin Kobiór i Pawłowice oraz gminy Bestwina i Czechowice-Dziedzice z powiatu bielskiego[92])

- Sąd Rejonowy w Siemianowicach Śląskich (miasto Siemianowice Śląskie[93])

- Sąd Rejonowy w Tychach (miasto Tychy, gmina Kobiór z powiatu pszczyńskiego oraz wszystkie gminy powiatu bieruńsko-lędzińskiego oprócz miasta Imielin i gminy Chełm Śląski[94]).

### Okręg sosnowiecki
Sądowi Okręgowemu w Sosnowcu podlega 6 sądów rejonowych:
- Sąd Rejonowy w Będzinie (wszystkie miasta i gminy powiatu będzińskiego oprócz miasta Sławków oraz gmin Mierzęcice i Siewierz[95])
- Sąd Rejonowy w Dąbrowie Górniczej (miasta Dąbrowa Górnicza i Sławków[96])

- Sąd Rejonowy w Jaworznie (miasto Jaworzno[97])

- Sąd Rejonowy w Sosnowcu (miasto Sosnowiec[98])

- Sąd Rejonowy w Zawierciu (wszystkie gminy powiatu zawierciańskiego z wyjątkiem gmin: Irządze, Kroczyce, Szczekociny i Włodowice oraz gminy Mierzęcice i Siewierz z powiatu będzińskiego[82])
- Sąd Rejonowy w Czeladzi (miasta Czeladź, Wojkowice, gmina Bobrowniki[99]).

### Okręg rybnicki
Sądowi Okręgowemu w Rybniku podlega 5 sądów rejonowych:
- Sąd Rejonowy w Jastrzębiu-Zdroju (miasto Jastrzębie-Zdrój i gmina Pawłowice);

- Sąd Rejonowy w Raciborzu (miasto Racibórz oraz gminy: Kornowac, Krzanowice, Krzyżanowice, Kuźnia Raciborska, Nędza, Pietrowice Wielkie i Rudnik);

- Sąd Rejonowy w Rybniku (miasto Rybnik oraz gminy: Czerwionka-Leszczyny, Gaszowice, Jejkowice, Lyski i Świerklany);

- Sąd Rejonowy w Wodzisławiu Śląskim (miasta: Pszów, Radlin, Rydułtowy i Wodzisław Śląski oraz gmin: Godów, Gorzyce, Lubomia, Marklowice i Mszana);

- Sąd Rejonowy w Żorach (miasto Żory).

## Apelacja krakowska
Sądowi Apelacyjnemu w Krakowie podlegają 4 sądy okręgowe, które swą właściwością obejmują łącznie obszar całych województw małopolskiego i świętokrzyskiego:
- Sąd Okręgowy w Kielcach
- Sąd Okręgowy w Krakowie
- Sąd Okręgowy w Nowym Sączu
- Sąd Okręgowy w Tarnowie.

### Okręg kielecki
Sądowi Okręgowemu w Kielcach podlega 12 sądów rejonowych:
- Sąd Rejonowy w Busku-Zdroju (wszystkie gminy powiatów buskiego i kazimierskiego oraz gminy Chmielnik i Pierzchnica z powiatu kieleckiego[103])

- Sąd Rejonowy w Jędrzejowie (wszystkie gminy powiatu jędrzejowskiego[104])

- Sąd Rejonowy w Kielcach (miasto Kielce oraz gminy Bieliny, Chęciny, Daleszyce, Górno, Masłów, Miedziana Góra, Morawica, Piekoszów, Raków, Nowiny, Strawczyn i Zagnańsk z powiatu kieleckiego[105])

- Sąd Rejonowy w Końskich (wszystkie gminy powiatu koneckiego z wyjątkiem gminy Słupia Konecka oraz gmina Mniów z powiatu kieleckiego[106])

- Sąd Rejonowy w Opatowie (wszystkie gminy powiatu opatowskiego oraz gmina Ćmielów z powiatu ostrowieckiego[107])

- Sąd Rejonowy w Ostrowcu Świętokrzyskim (gminy Łagów i Nowa Słupia z powiatu kieleckiego oraz wszystkie gminy powiatu ostrowieckiego oprócz gminy Ćmielów[108])

- Sąd Rejonowy w Pińczowie (wszystkie gminy powiatu pińczowskiego[109])

- Sąd Rejonowy w Sandomierzu (wszystkie gminy powiatu sandomierskiego[110])

- Sąd Rejonowy w Skarżysku-Kamiennej (wszystkie gminy powiatu skarżyskiego[111])
- Sąd Rejonowy w Starachowicach (wszystkie gminy powiatu starachowickiego oraz gmina Bodzentyn z powiatu kieleckiego[112])

- Sąd Rejonowy w Staszowie (wszystkie gminy powiatu staszowskiego[113])

- Sąd Rejonowy we Włoszczowie (wszystkie gminy powiatu włoszczowskiego, gmina Łopuszno z powiatu kieleckiego oraz gmina Słupia Konecka z powiatu koneckiego[114]).

### Okręg krakowski
Sądowi Okręgowemu w Krakowie podlega 12 sądów rejonowych:
- Sąd Rejonowy w Chrzanowie (wszystkie gminy powiatu chrzanowskiego[116])
- Sąd Rejonowy dla Krakowa-Krowodrzy w Krakowie (część Krakowa do 1991 r. wchodząca w skład dzielnicy Krowodrza oraz gminy Czernichów, Jerzmanowice-Przeginia, Krzeszowice, Liszki, Wielka Wieś, Zabierzów i Zielonki z powiatu krakowskiego[117])

- Sąd Rejonowy dla Krakowa-Nowej Huty w Krakowie (część Krakowa do 1991 r. wchodząca w skład dzielnicy Nowa Huta, wszystkie gminy powiatu proszowickiego oraz gminy Igołomia-Wawrzeńczyce i Kocmyrzów-Luborzyca z powiatu krakowskiego[118])

- Sąd Rejonowy dla Krakowa-Podgórza w Krakowie (cała prawobrzeżna część Krakowa – do 1991 r. dzielnica Podgórze[119])

- Sąd Rejonowy dla Krakowa-Śródmieścia w Krakowie (część Krakowa do 1991 r. wchodząca w skład dzielnicy Śródmieście oraz gminy Iwanowice, Michałowice, Skała i Sułoszowa z powiatu krakowskiego[120])

- Sąd Rejonowy w Miechowie (wszystkie gminy powiatu miechowskiego oraz gmina Słomniki z powiatu krakowskiego[121])

- Sąd Rejonowy w Myślenicach (wszystkie gminy powiatu myślenickiego oraz gmina Gdów z powiatu wielickiego[122])

- Sąd Rejonowy w Olkuszu (wszystkie gminy powiatu olkuskiego[123])

- Sąd Rejonowy w Oświęcimiu (wszystkie gminy powiatu oświęcimskiego[124])

- Sąd Rejonowy w Suchej Beskidzkiej (wszystkie gminy powiatu suskiego[125])

- Sąd Rejonowy w Wadowicach (wszystkie gminy powiatu wadowickiego[126])

- Sąd Rejonowy w Wieliczce (gminy Mogilany, Skawina i Świątniki Górne oraz wszystkie gminy powiatu wielickiego oprócz gminy Gdów[127]).

### Okręg nowosądecki
Sądowi Okręgowemu w Nowym Sączu podlega 5 sądów rejonowych:
- Sąd Rejonowy w Gorlicach (wszystkie gminy powiatu gorlickiego oraz miasto i gmina wiejska Grybów z powiatu nowosądeckiego[129])

- Sąd Rejonowy w Limanowej (wszystkie gminy powiatu limanowskiego[130])

- Sąd Rejonowy w Nowym Sączu (miasto Nowy Sącz oraz wszystkie gminy powiatu nowosądeckiego oprócz miasta i gminy wiejskiej Grybów[131])

- Sąd Rejonowy w Nowym Targu (wszystkie gminy powiatu nowotarskiego[132])

- Sąd Rejonowy w Zakopanem (wszystkie gminy powiatu tatrzańskiego[133]).

### Okręg tarnowski
Sądowi Okręgowemu w Tarnowie podlegają 4 sądy rejonowe:
- Sąd Rejonowy w Bochni (wszystkie gminy powiatu bocheńskiego[135])

- Sąd Rejonowy w Brzesku (wszystkie gminy powiatu brzeskiego oraz gmina Zakliczyn z powiatu tarnowskiego[136])

- Sąd Rejonowy w Dąbrowie Tarnowskiej (wszystkie gminy powiatu dąbrowskiego oraz gminy Wietrzychowice i Żabno z powiatu tarnowskiego[137])

- Sąd Rejonowy w Tarnowie (miasto Tarnów oraz wszystkie gminy powiatu tarnowskiego oprócz gmin Wietrzychowice, Zakliczyn i Żabno[138]).

## Apelacja lubelska
Sądowi Apelacyjnemu w Lublinie podlegają 4 sądy okręgowe, które swą właściwością obejmują łącznie obszar całego województwa lubelskiego oraz znaczną część województwa mazowieckiego:
- Sąd Okręgowy w Lublinie
- Sąd Okręgowy w Radomiu
- Sąd Okręgowy w Siedlcach
- Sąd Okręgowy w Zamościu

### Okręg lubelski
Sądowi Okręgowemu w Lublinie podlega 12 sądów rejonowych:
- Sąd Rejonowy w Białej Podlaskiej
- Sąd Rejonowy w Chełmie
- Sąd Rejonowy w Kraśniku
- Sąd Rejonowy w Lubartowie
- Sąd Rejonowy Lublin-Wschód w Lublinie z siedzibą w Świdniku
- Sąd Rejonowy Lublin-Zachód w Lublinie
- Sąd Rejonowy w Łukowie
- Sąd Rejonowy w Opolu Lubelskim
- Sąd Rejonowy w Puławach
- Sąd Rejonowy w Radzyniu Podlaskim
- Sąd Rejonowy w Rykach
- Sąd Rejonowy we Włodawie.

### Okręg radomski
Sądowi Okręgowemu w Radomiu podlega 7 sądów rejonowych:
- Sąd Rejonowy w Grójcu
- Sąd Rejonowy w Kozienicach
- Sąd Rejonowy w Lipsku
- Sąd Rejonowy w Przysusze
- Sąd Rejonowy w Radomiu
- Sąd Rejonowy w Szydłowcu
- Sąd Rejonowy w Zwoleniu.

### Okręg siedlecki
Sądowi Okręgowemu w Siedlcach podlega 5 sądów rejonowych:
- Sąd Rejonowy w Garwolinie
- Sąd Rejonowy w Mińsku Mazowieckim
- Sąd Rejonowy w Siedlcach
- Sąd Rejonowy w Sokołowie Podlaskim
- Sąd Rejonowy w Węgrowie.

### Okręg zamojski
Sądowi Okręgowemu w Zamościu podlega 6 sądów rejonowych:
- Sąd Rejonowy w Biłgoraju
- Sąd Rejonowy w Hrubieszowie
- Sąd Rejonowy w Janowie Lubelskim
- Sąd Rejonowy w Krasnymstawie
- Sąd Rejonowy w Tomaszowie Lubelskim
- Sąd Rejonowy w Zamościu.

## Apelacja łódzka
Sądowi Apelacyjnemu w Łodzi podlega 5 sądów okręgowych, które swą właściwością obejmują łącznie obszar całego województwa łódzkiego oraz fragmentów województw wielkopolskiego i mazowieckiego:
- Sąd Okręgowy w Kaliszu
- Sąd Okręgowy w Łodzi
- Sąd Okręgowy w Piotrkowie Trybunalskim
- Sąd Okręgowy w Płocku
- Sąd Okręgowy w Sieradzu.

### Okręg kaliski
Sądowi Okręgowemu w Kaliszu podlega 7 sądów rejonowych:
- Sąd Rejonowy w Jarocinie
- Sąd Rejonowy w Kaliszu
- Sąd Rejonowy w Kępnie
- Sąd Rejonowy w Krotoszynie
- Sąd Rejonowy w Ostrowie Wielkopolskim
- Sąd Rejonowy w Ostrzeszowie
- Sąd Rejonowy w Pleszewie.

### Okręg łódzki
Sądowi Okręgowemu w Łodzi podlega 10 sądów rejonowych:
- Sąd Rejonowy w Brzezinach
- Sąd Rejonowy w Kutnie
- Sąd Rejonowy w Łęczycy
- Sąd Rejonowy dla Łodzi – Śródmieścia w Łodzi
- Sąd Rejonowy dla Łodzi – Widzewa w Łodzi
- Sąd Rejonowy w Łowiczu
- Sąd Rejonowy w Pabianicach
- Sąd Rejonowy w Rawie Mazowieckiej
- Sąd Rejonowy w Skierniewicach
- Sąd Rejonowy w Zgierzu.

### Okręg piotrkowski
Sądowi Okręgowemu w Piotrkowie Trybunalskim podlega 5 sądów rejonowych:
- Sąd Rejonowy w Bełchatowie
- Sąd Rejonowy w Opocznie
- Sąd Rejonowy w Piotrkowie Trybunalskim
- Sąd Rejonowy w Radomsku
- Sąd Rejonowy w Tomaszowie Mazowieckim.

### Okręg płocki
Sądowi Okręgowemu w Płocku podlega 8 sądów rejonowych:
- Sąd Rejonowy w Ciechanowie
- Sąd Rejonowy w Gostyninie
- Sąd Rejonowy w Mławie
- Sąd Rejonowy w Płocku
- Sąd Rejonowy w Płońsku
- Sąd Rejonowy w Sierpcu
- Sąd Rejonowy w Sochaczewie
- Sąd Rejonowy w Żyrardowie.

### Okręg sieradzki
Sądowi Okręgowemu w Sieradzu podlegają 4 sądy rejonowe:
- Sąd Rejonowy w Łasku
- Sąd Rejonowy w Sieradzu
- Sąd Rejonowy w Wieluniu
- Sąd Rejonowy w Zduńskiej Woli.

## Apelacja poznańska
Sądowi Apelacyjnemu w Poznaniu podlegają 3 sądy okręgowe, które swą właściwością obejmują łącznie obszar większej części województwa wielkopolskiego oraz południową część lubuskiego:
- Sąd Okręgowy w Koninie
- Sąd Okręgowy w Poznaniu
- Sąd Okręgowy w Zielonej Górze.

### Okręg koniński
Sądowi Okręgowemu w Koninie podlegają 4 sądy rejonowe:
- Sąd Rejonowy w Kole
- Sąd Rejonowy w Koninie
- Sąd Rejonowy w Słupcy
- Sąd Rejonowy w Turku.

### Okręg poznański
Sądowi Okręgowemu w Poznaniu podlega 21 sądów rejonowych:
- Sąd Rejonowy w Chodzieży
- Sąd Rejonowy w Gnieźnie
- Sąd Rejonowy w Gostyniu
- Sąd Rejonowy w Grodzisku Wielkopolskim
- Sąd Rejonowy w Kościanie
- Sąd Rejonowy w Lesznie
- Sąd Rejonowy w Nowym Tomyślu
- Sąd Rejonowy w Obornikach
- Sąd Rejonowy w Pile
- Sąd Rejonowy Poznań – Grunwald i Jeżyce w Poznaniu
- Sąd Rejonowy Poznań – Nowe Miasto i Wilda w Poznaniu
- Sąd Rejonowy Poznań – Stare Miasto w Poznaniu
- Sąd Rejonowy w Rawiczu
- Sąd Rejonowy w Szamotułach
- Sąd Rejonowy w Śremie
- Sąd Rejonowy w Środzie Wielkopolskiej
- Sąd Rejonowy w Trzciance
- Sąd Rejonowy w Wągrowcu
- Sąd Rejonowy w Wolsztynie
- Sąd Rejonowy we Wrześni
- Sąd Rejonowy w Złotowie.

### Okręg zielonogórski
Sądowi Okręgowemu w Zielonej Górze podlega 7 sądów rejonowych:
- Sąd Rejonowy w Krośnie Odrzańskim
- Sąd Rejonowy w Nowej Soli
- Sąd Rejonowy w Świebodzinie
- Sąd Rejonowy we Wschowie
- Sąd Rejonowy w Zielonej Górze
- Sąd Rejonowy w Żaganiu
- Sąd Rejonowy w Żarach.

## Apelacja rzeszowska
Sądowi Apelacyjnemu w Rzeszowie podlegają 4 sądy okręgowe, które swą właściwością obejmują łącznie obszar całego województwa podkarpackiego:
- Sąd Okręgowy w Krośnie
- Sąd Okręgowy w Przemyślu
- Sąd Okręgowy w Rzeszowie
- Sąd Okręgowy w Tarnobrzegu

### Okręg krośnieński
Sądowi Okręgowemu w Krośnie podlega 5 sądów rejonowych:
- Sąd Rejonowy w Brzozowie
- Sąd Rejonowy w Jaśle
- Sąd Rejonowy w Krośnie
- Sąd Rejonowy w Lesku
- Sąd Rejonowy w Sanoku.

### Okręg przemyski
Sądowi Okręgowemu w Przemyślu podlegają 4 sądy rejonowe:
- Sąd Rejonowy w Jarosławiu
- Sąd Rejonowy w Lubaczowie
- Sąd Rejonowy w Przemyślu
- Sąd Rejonowy w Przeworsku.

### Okręg rzeszowski
Sądowi Okręgowemu w Rzeszowie podlega 6 sądów rejonowych:
- Sąd Rejonowy w Dębicy
- Sąd Rejonowy w Leżajsku
- Sąd Rejonowy w Łańcucie
- Sąd Rejonowy w Ropczycach
- Sąd Rejonowy w Rzeszowie
- Sąd Rejonowy w Strzyżowie.

### Okręg tarnobrzeski
Sądowi Okręgowemu w Tarnobrzegu podlega 5 sądów rejonowych:
- Sąd Rejonowy w Kolbuszowej
- Sąd Rejonowy w Mielcu
- Sąd Rejonowy w Nisku
- Sąd Rejonowy w Stalowej Woli
- Sąd Rejonowy w Tarnobrzegu.

## Apelacja szczecińska

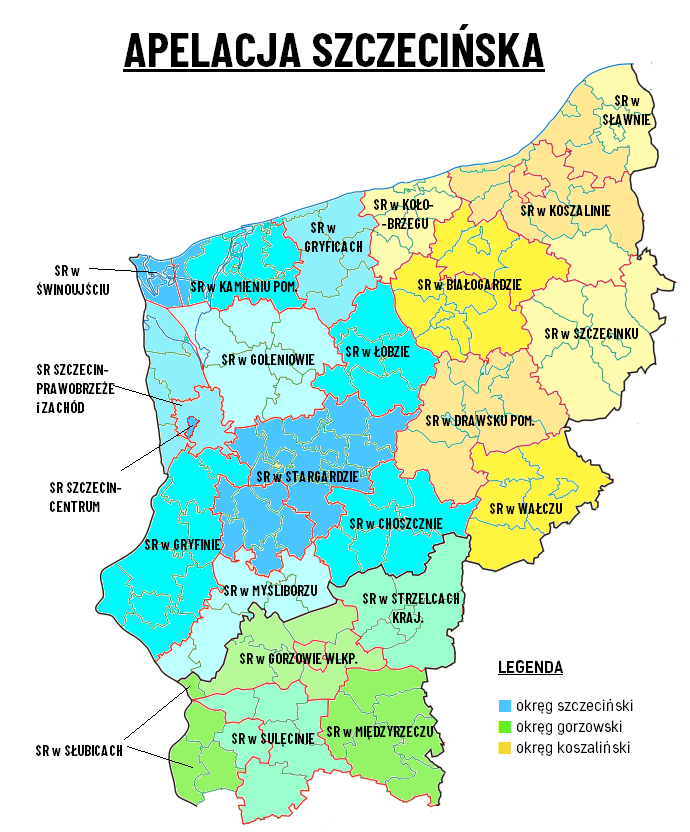
Obszar apelacji szczecińskiej

Sądowi Apelacyjnemu w Szczecinie podlegają 3 sądy okręgowe, które swą właściwością obejmują łącznie obszar całego województwa zachodniopomorskiego oraz północną część lubuskiego:
- Sąd Okręgowy w Gorzowie Wielkopolskim
- Sąd Okręgowy w Koszalinie
- Sąd Okręgowy w Szczecinie.

### Okręg gorzowski
Sądowi Okręgowemu w Gorzowie Wielkopolskim podlega 5 sądów rejonowych:
- Sąd Rejonowy w Gorzowie Wielkopolskim (miasto Gorzów Wielkopolski oraz wszystkie gminy powiatu gorzowskiego oprócz miasta Kostrzyn nad Odrą[161])

- Sąd Rejonowy w Międzyrzeczu (wszystkie gminy powiatu międzyrzeckiego[162])

- Sąd Rejonowy w Słubicach (gminy Górzyca, Rzepin i Słubice z powiatu słubickiego oraz miasto Kostrzyn nad Odrą z powiatu gorzowskiego[163])

- Sąd Rejonowy w Strzelcach Krajeńskich (wszystkie gminy powiatu strzelecko-drezdeneckiego[164]

- Sąd Rejonowy w Sulęcinie (wszystkie gminy powiatu sulęcińskiego oraz gmina Ośno Lubuskie z powiatu słubickiego[165]).

### Okręg koszaliński
Sądowi Okręgowemu w Koszalinie podlega 7 sądów rejonowych:
- Sąd Rejonowy w Białogardzie (wszystkie gminy powiatów białogardzkiego i świdwińskiego[167])

- Sąd Rejonowy w Drawsku Pomorskim (wszystkie gminy powiatu drawskiego[168])

- Sąd Rejonowy w Kołobrzegu (wszystkie gminy powiatu kołobrzeskiego[169])

- Sąd Rejonowy w Koszalinie (miasto Koszalin, miasto Darłowo i gminy Darłowo i Malechowo z powiatu sławieńskiego oraz wszystkie gminy powiatu koszalińskiego oprócz gminy Bobolice[170]))

- Sąd Rejonowy w Sławnie (miasto Sławno oraz gminy Postomino i Sławno z powiatu sławieńskiego[171])

- Sąd Rejonowy w Szczecinku (wszystkie gminy powiatu szczecineckiego oraz gmina Bobolice z powiatu koszalińskiego[172])

- Sąd Rejonowy w Wałczu (wszystkie gminy powiatu wałeckiego[173]).

### Okręg szczeciński
Sądowi Okręgowemu w Szczecinie podlega 11 sądów rejonowych:
- Sąd Rejonowy w Choszcznie (wszystkie gminy powiatu choszczeńskiego[175]]

- Sąd Rejonowy w Goleniowie (wszystkie gminy powiatu goleniowskiego[176])

- Sąd Rejonowy w Gryficach (wszystkie gminy powiatu gryfickiego[177])

- Sąd Rejonowy w Gryfinie (wszystkie gminy powiatu gryfińskiego[178])

- Sąd Rejonowy w Kamieniu Pomorskim (wszystkie gminy powiatu kamieńskiego z wyjątkiem gminy Międzyzdroje[179])

- Sąd Rejonowy w Łobzie (wszystkie gminy powiatu łobeskiego[180])

- Sąd Rejonowy w Myśliborzu (wszystkie gminy powiatu myśliborskiego[181])

- Sąd Rejonowy w Stargardzie (wszystkie gminy powiatów pyrzyckiego i stargardzkiego[182])

- Sąd Rejonowy Szczecin-Centrum w Szczecinie (część Szczecina w granicach przebiegających od punktu przecięcia się obwodnicy kolejowej przy ul. Autostrada Poznańska z lewym brzegiem Odry Zachodniej, wzdłuż zewnętrznego obrzeża nasypu torowiska obwodnicy kolejowej do ul. Jagiellońskiej, wewnętrznym obrzeżem nasypu torowiska obwodnicy kolejowej, wraz z dworcem PKP Niebuszewo, do wiaduktu kolejowego na ul. Sczanieckiej, osią jezdni ul. Sczanieckiej do ul. 1 Maja, osią jezdni ul. 1 Maja do ul. Nocznickiego, osiami jezdni ul. Nocznickiego, Firlika i Łady do ul. Szarotki, w linii prostej będącej przedłużeniem osi jezdni ul. Szarotki do lewego brzegu Odry Zachodniej i lewym brzegiem Odry Zachodniej do jego przecięcia z ul. Autostrada Poznańska[183])

- Sąd Rejonowy Szczecin-Prawobrzeże i Zachód w Szczecinie (część Szczecina nienależąca do właściwości SR Szczecin-Centrum oraz wszystkie gminy powiatu polickiego[184])

- Sąd Rejonowy w Świnoujściu (miasto Świnoujście oraz gmina Międzyzdroje z powiatu kamieńskiego[185]).

## Apelacja warszawska
Sądowi Apelacyjnemu w Warszawie podlegają 2 sądy okręgowe, które swą właściwością obejmują Warszawę oraz kilkadziesiąt okolicznych gmin.
- Sąd Okręgowy w Warszawie
- Sąd Okręgowy Warszawa-Praga w Warszawie.

### Okręg warszawski
Sądowi Okręgowemu w Warszawie podlega 8 sądów rejonowych:
- Sąd Rejonowy w Grodzisku Mazowieckim (miasta Milanówek i Podkowa Leśna oraz gmina Grodzisk Mazowiecki z powiatu grodziskiego oraz gminy Błonie, Kampinos i Leszno z powiatu warszawskiego zachodniego[188])

- Sąd Rejonowy w Piasecznie (wszystkie gminy powiatu piaseczyńskiego oprócz gminy Tarczyn[189])

- Sąd Rejonowy w Pruszkowie (wszystkie gminy powiatu pruszkowskiego oraz gminy Ożarów Mazowiecki i Stare Babice z powiatu warszawskiego zachodniego[190])

- Sąd Rejonowy dla miasta stołecznego Warszawy w Warszawie (dzielnice Warszawy: Ochota, Ursus i Włochy[191])

- Sąd Rejonowy dla Warszawy-Mokotowa w Warszawie (dzielnice Warszawy: Mokotów, Ursynów i Wilanów[192])

- Sąd Rejonowy dla Warszawy-Śródmieścia w Warszawie (dzielnica Śródmieście[193])

- Sąd Rejonowy dla Warszawy-Woli w Warszawie (dzielnice Warszawy: Bemowo i Wola[194])

- Sąd Rejonowy dla Warszawy-Żoliborza w Warszawie (dzielnice Warszawy: Bielany i Żoliborz oraz gminy Izabelin i Łomianki z powiatu warszawskiego zachodniego[194]).

### Okręg warszawsko-praski
Sądowi Okręgowemu Warszawa-Praga w Warszawie podlega 6 sądów rejonowych:
- Sąd Rejonowy w Legionowie (wszystkie gminy powiatu legionowskiego[196])

- Sąd Rejonowy w Nowym Dworze Mazowieckim (wszystkie gminy powiatu nowodworskiego oprócz gminy Nasielsk[197]

- Sąd Rejonowy w Otwocku (wszystkie gminy powiatu otwockiego oprócz gmin Osieck i Sobienie-Jeziory[198])

- Sąd Rejonowy w Wołominie (wszystkie gminy powiatu wołomińskiego[199])

- Sąd Rejonowy dla Warszawy Pragi-Północ w Warszawie (dzielnice Warszawy: Białołęka, Praga-Północ i Targówek[200])

- Sąd Rejonowy dla Warszawy Pragi-Południe w Warszawie (dzielnice Warszawy: Praga-Południe, Rembertów, Wawer i Wesoła[201]).

## Apelacja wrocławska

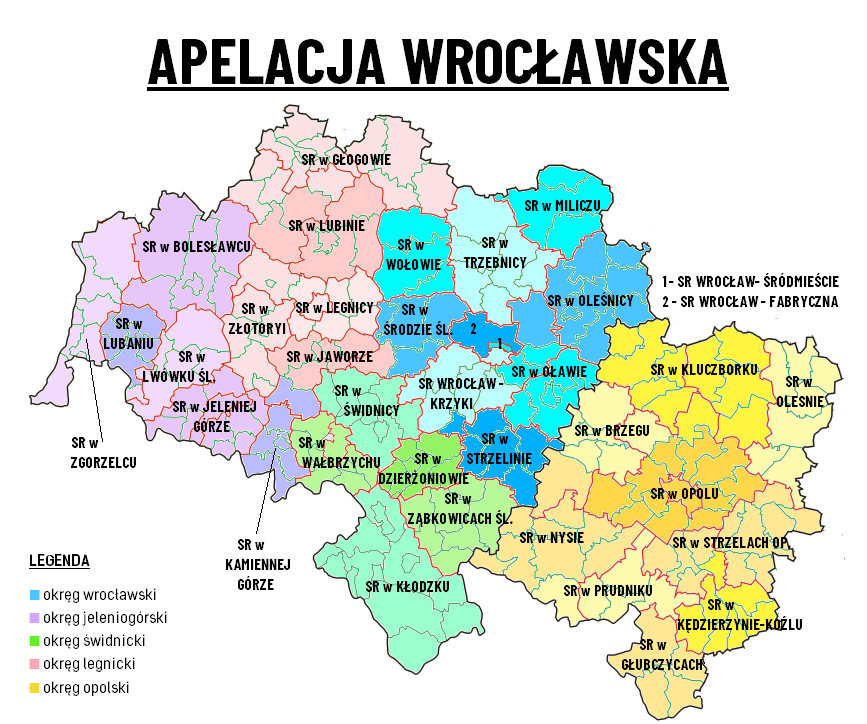
Obszar apelacji wrocławskiej

Sądowi Apelacyjnemu we Wrocławiu podlega 5 sądów okręgowych, które swą właściwością obejmują łącznie obszar całych województw dolnośląskiego i opolskiego:
- Sąd Okręgowy w Jeleniej Górze
- Sąd Okręgowy w Legnicy
- Sąd Okręgowy w Opolu
- Sąd Okręgowy w Świdnicy
- Sąd Okręgowy we Wrocławiu.

### Okręg jeleniogórski
Sądowi Okręgowemu w Jeleniej Górze podlega 6 sądów rejonowych:
- Sąd Rejonowy w Bolesławcu (wszystkie gminy powiatu bolesławieckiego[204])
- Sąd Rejonowy w Jeleniej Górze (miasto Jelenia Góra i wszystkie gminy powiatu karkonoskiego[205])

- Sąd Rejonowy w Kamiennej Górze (wszystkie gminy powiatu kamiennogórskiego oraz gmina Bolków z powiatu jaworskiego[206])

- Sąd Rejonowy w Lubaniu (wszystkie gminy powiatu lubańskiego oprócz miasta Świeradów-Zdrój[207])

- Sąd Rejonowy w Lwówku Śląskim (wszystkie gminy powiatu lwóweckiego oraz miasto Świeradów-Zdrój z powiatu lubańskiego[208])

- Sąd Rejonowy w Zgorzelcu (wszystkie gminy powiatu zgorzeleckiego[209])

### Okręg legnicki
Sądowi Okręgowemu w Legnicy podlega 5 sądów rejonowych:
- Sąd Rejonowy w Głogowie (wszystkie gminy powiatów głogowskiego i górowskiego a także wszystkie gminy powiatu polkowickiego oprócz gmin Chocianów i Polkowice[211])

- Sąd Rejonowy w Jaworze (wszystkie gminy powiatu jaworskiego oprócz gminy Bolków oraz gmina Udanin z powiatu średzkiego[211])

- Sąd Rejonowy w Legnicy (miasto Legnica i wszystkie gminy powiatu legnickiego oprócz miasta i gminy wiejskiej Chojnów[211])

- Sąd Rejonowy w Lubinie (wszystkie gminy powiatu lubińskiego oraz gminy Chocianów i Polkowice z powiatu polkowickiego[211])

- Sąd Rejonowy w Złotoryi (wszystkie gminy powiatu złotoryjskiego oraz miasto i gmina wiejska Chojnów z powiatu legnickiego[211]).

### Okręg opolski
Sądowi Okręgowemu w Opolu podlega 9 sądów rejonowych:
- Sąd Rejonowy w Brzegu (wszystkie gminy powiatu brzeskiego oprócz gminy Grodków oraz gmina Popielów z powiatu opolskiego[213])

- Sąd Rejonowy w Głubczycach (wszystkie gminy powiatu głubczyckiego[213])
- Sąd Rejonowy w Kędzierzynie-Koźlu (wszystkie gminy powiatu kędzierzyńsko-kozielskiego oraz gmina Zdzieszowice z powiatu krapkowickiego[213])
- Sąd Rejonowy w Kluczborku (wszystkie gminy powiatów kluczborskiego i namysłowskiego oraz gmina Murów z powiatu opolskiego[213])

- Sąd Rejonowy w Nysie (wszystkie gminy powiatu nyskiego oprócz gminy Głuchołazy oraz gmina Grodków z powiatu brzeskiego[213])

- Sąd Rejonowy w Oleśnie (wszystkie gminy powiatu oleskiego[213])

- Sąd Rejonowy w Opolu (miasto Opole oraz wszystkie gminy powiatu opolskiego z wyjątkiem gmin Murów i Popielów[213])

- Sąd Rejonowy w Prudniku (wszystkie gminy powiatu prudnickiego oraz gmina Głuchołazy z powiatu nyskiego[213])

- Sąd Rejonowy w Strzelcach Opolskich (wszystkie gminy powiatu strzeleckiego oraz wszystkie gminy powiatu krapkowickiego oprócz gminy Zdzieszowice[213]).

### Okręg świdnicki
Sądowi Okręgowemu w Świdnicy podlega 5 sądów rejonowych:
- Sąd Rejonowy w Dzierżoniowie (wszystkie gminy powiatu dzierżoniowskiego[215])

- Sąd Rejonowy w Kłodzku (wszystkie gminy powiatu kłodzkiego[216])

- Sąd Rejonowy w Świdnicy (wszystkie gminy powiatu świdnickiego[217])

- Sąd Rejonowy w Wałbrzychu (miasto Wałbrzych oraz wszystkie gminy powiatu wałbrzyskiego[218])

- Sąd Rejonowy w Ząbkowicach Śląskich (wszystkie gminy powiatu ząbkowickiego[219]).

### Okręg wrocławski
Sądowi Okręgowemu we Wrocławiu podlega 10 sądów rejonowych:
- Sąd Rejonowy w Miliczu (wszystkie gminy powiatu milickiego[221])

- Sąd Rejonowy w Oleśnicy (wszystkie gminy powiatu oleśnickiego oraz gmina Długołęka z powiatu wrocławskiego[222])

- Sąd Rejonowy w Oławie (wszystkie gminy powiatu oławskiego oraz gminy Czernica i Siechnice z powiatu wrocławskiego[223])

- Sąd Rejonowy w Strzelinie (wszystkie gminy powiatu strzelińskiego oraz gmina Jordanów Śląski z powiatu wrocławskiego[224])

- Sąd Rejonowy w Środzie Śląskiej (wszystkie gminy powiatu średzkiego z wyjątkiem gminy Udanin oraz gminy Kąty Wrocławskie i Mietków z powiatu wrocławskiego[225])

- Sąd Rejonowy w Trzebnicy (wszystkie gminy powiatu trzebnickiego[226])

- Sąd Rejonowy w Wołowie (wszystkie gminy powiatu wołowskiego[227])

- Sąd Rejonowy dla Wrocławia – Fabrycznej we Wrocławiu (część Wrocławia tradycyjnie zaliczana do dzielnic Fabryczna i Psie Pole[228]).

- Sąd Rejonowy dla Wrocławia – Krzyków we Wrocławiu (część Wrocławia stanowiąca tradycyjnie dzielnicę Krzyki oraz gminy Kobierzyce, Sobótka i Żórawina z powiatu wrocławskiego[229]).

- Sąd Rejonowy dla Wrocławia – Śródmieścia we Wrocławiu (część Wrocławia zaliczana tradycyjnie do dzielnic Śródmieście i Stare Miasto[230]).